# Belouchia Gouba
Belouchia Gouba (« la baie du Béluga ») (en russe : Белушья Губа) est une commune urbaine et la plus grande ville de l’archipel de la Nouvelle-Zemble, en Russie, et le centre administratif du raïon de la Nouvelle-Zemble de l'oblast d'Arkhangelsk.
Sa population s'élevait à 2 861 habitants en 2021, composée en grande partie de militaires associés aux sites d'essais nucléaires situés sur l'île.
Belouchia Gouba, tout comme l'ensemble de l'archipel de la Nouvelle-Zemble, est une zone d'accès restreint, nécessitant un permis spécial pour y accéder.

## Histoire
En 1894 a lieu une visite du gouverneur d'Arkhangelsk Aleksandr Engelgardt. Ce dernier décide alors de créer un campement dans l’archipel. En 1896, une expédition est menée sur la côte ouest, puis l'année suivante, Belouchia Gouba est fondée.
Pendant la Seconde Guerre mondiale, Belouchia Gouba a été au centre de l'attention allemande et soviétique. En effet, des sous-marins allemands ont utilisé la baie de Belouchia comme zone de repos en 1941. L'armée allemande envisage alors également d'établir une station météorologique ou d'autres installations terrestres à proximité, mais l'augmentation de la présence militaire soviétique dans la région l'en empêche. Le 27 juillet 1942, le sous-marin allemand U-601 bombarde Malye Karmakuly près de la baie de Belouchia, endommageant des hydravions et des infrastructures. Le U-601 torpille et coule le navire marchand soviétique Krestianin, transportant du charbon, alors qu'il s'approchait de Belouchia Gouba. Le 19 août, le U-209 tente d'entrer dans Belouchia Gouba, mais est détecté et attaqué par un bateau à moteur et deux dragueurs de mines soviétiques. Le U-209 prend la fuite lorsqu'un navire de la garde côtière soviétique et un brise-glace SKR-18 s'approchent de Belouchia Gouba. Cette dernière a ensuite été utilisée comme mouillage par les convois russes entre la mer de Barents et Arkhangelsk. Une base navale soviétique est finalement établie en 1944.
La colonie commence à prospérer à partir de 1954, lorsque la Nouvelle-Zemble est utilisée pour les expérimentations nucléaires soviétiques. En 1955, l'archipel est entièrement vidé de sa population indigène, principalement des Nénètses, avant d'y être réinstallée l’année suivante.

## Géographie

### Situation
Belouchia Gouba est située dans la baie de Belouchia, qui s'inscrit dans la côte ouest de l'île Ioujny, sur la péninsule nommée Terre des Oies. Cette dernière fait partie de l’archipel de Nouvelle-Zemble, composé principalement de deux îles, Ioujny au sud et Severny au nord.

### Climat
Belouchia Gouba est influencée par des courants océaniques chauds. Ces conditions naturelles permettent la navigation toute l'année. La baie est aussi bien protégée des hautes vagues et des glaces dérivantes.
La région connaît plusieurs cyclones durant l'hiver.

## Population
Recensements (*) ou estimations de la population
| 2002* | 2006  | 2007  | 2008  | 2009  |
| ----- | ----- | ----- | ----- | ----- |
| 2 622 | 2 630 | 2 753 | 2 795 | 2 792 |

| 2010* | 2012  | 2013  | 2014  | 2015  |
| ----- | ----- | ----- | ----- | ----- |
| 1 972 | 2 417 | 2 149 | 2 063 | 2 308 |

| 2016  | 2017  | 2018  | 2019  | 2020  |
| ----- | ----- | ----- | ----- | ----- |
| 2 469 | 2 405 | 2 475 | 2 617 | 2 708 |

| 2021  | - | - | - | - |
| ----- | - | - | - | - |
| 2 861 | - | - | - | - |

## Économie
Belouchia Gouba possède des écoles, des immeubles d'appartements, trois hôtels, un distributeur automatique de billets, une station de télévision, un hôpital naval de 200 lits, une policlinique, un centre d'officiers militaires avec un club de marins de base, une piscine de 25 mètres, un centre de loisirs et une église orthodoxe.

## Transports
Il y a deux vols réguliers hebdomadaires d'Arkhangelsk à l'aéroport de Rogachevo, situé à 9 km au nord-est de Belouchia Gouba. Il n'y a pas de navigation régulière de passagers. 